# Research Institute for Mathematical Sciences
O Research Institute for Mathematical Sciences (RIMS) é um instituto de pesquisas ligado à Universidade de Quioto, recebendo pesquisadores em ciências matemáticas de todo o Japão. O RIMS foi fundado em abril de 1963.

## Lista de diretores
- Masuo Fukuhara (1.5.1963 – 31.3.1969)
- Kōsaku Yoshida (1.4.1969 – 31.3.1972)
- Hisaaki Yoshizawa (1.4.1972 – 31.3.1976)
- Kiyoshi Itō (1.4.1976 – 1.4.1979)
- Nobuo Shimada (2.4.1979 – 1.4.1983)
- Heisuke Hironaka (2.4.1983 – 30.1.1985)
- Nobuo Shimada (31.1.1985 – 30.1.1987)
- Mikio Satō (31.1.1987 – 30.1.1991)
- Satoru Takasu (31.1.1991 – 30.1.1993)
- Huzihiro Araki (31.1.1993 – 31.3.1996)
- Kyōji Saitō (1.4.1996 – 31.3.1998)
- Masatake Mori (1.4.1998 – 31.3.2001)
- Masaki Kashiwara (1.4.2001 – 31.3.2003)
- Yōichirō Takahashi (1.4.2003 – 31.3.2007)
- Masaki Kashiwara (1.4.2007 – 31.3.2009)
- Shigeru Morishige (1.4.2009 – 31.3.2011)
- Shigefumi Mori (1.4.2011 – atualidade)

## Pesquisadores notáveis
- Heisuke Hironaka, Medalha Fields
- Shigefumi Mori, Medalha Fields
- Kiyoshi Itō, Prêmio Wolf de Matemática
- Shinichi Mochizuki
- Shigeru Mukai